# Maik Reichel
Maik Reichel (* 30. September 1971 in Weißenfels) ist ein deutscher Politiker (SPD) und Direktor der Landeszentrale für politische Bildung Sachsen-Anhalt.

## Leben
Nach dem Abitur im Jahr 1990 an einer Erweiterten Oberschule leistete Reichel den Zivildienst ab und begann anschließend im Jahr 1991 ein Studium der Geschichte und Kunstgeschichte an der Martin-Luther-Universität Halle-Wittenberg, welches er 1996 als Magister Artium beendete. Von 1997 bis 1998 war er zunächst Promotionsstudent an der Technischen Universität Chemnitz, bis er 1999 als wissenschaftlicher Mitarbeiter und Museumsleiter an das Museum im Schloss und die Gustav-Adolf-Gedenkstätte Lützen wechselte.
Vom Januar 2010 bis Mai 2013 war Maik Reichel Prokurator (Vorstand) der Stiftung Schulpforta, die Förderin des Landesschule Pforta ist. Im Jahr 2006 brachte er die schlachtfeldarchäologischen Untersuchungen in Lützen auf den Weg und begleitet diese seitdem. Daraus entstand im Jahr 2012 eine Sonderausstellung im Museum im Schloss Lützen. Zum 1. September 2012 sollte er als neu berufener Leiter der Landeszentrale für politische Bildung seine berufliche Tätigkeit nach Magdeburg verlegen. Da ein unterlegener Bewerber Rechtsmittel eingelegt hat, blieb die Stelle aber vorläufig unbesetzt. Am 1. Mai 2013 trat Maik Reichel die Stelle des Direktors der Landeszentrale für politische Bildung Sachsen-Anhalt an.
Maik Reichel ist verheiratet und hat drei Söhne.

## Partei und Abgeordneter
Reichel ist seit dem Jahr 1995 Mitglied der SPD und gehörte bis September 2012 dem Vorstand des SPD-Kreisverbandes Burgenlandkreis an. Seit September 2020 ist er stellvertretender Vorsitzender des SPD-Kreisverbandes Burgenlandkreis.
Reichel gehörte in den Jahren 1995 bis 2007 dem Kreistag des Landkreises Weißenfels und war ab 1999 dessen Vorsitzender. Von Juli 2007 bis Mai 2013 war er Mitglied des Kreistages des neu gebildeten Burgenlandkreises. Seit Juli 2019 ist er wiederum Mitglied des Kreistages Burgenlandkreis. Ebenfalls seit Juli 2019 ist Reichel Mitglied des Stadtrates Weißenfels und zugleich Vorsitzender der SPD-Fraktion.
In den Jahren 2005 bis 2009 war er Mitglied des Deutschen Bundestages.
Maik Reichel zog als direkt gewählter Abgeordneter des Wahlkreises Burgenland in den Bundestag ein. Bei der Bundestagswahl 2005 erreichte er hier 31,6 % der Erststimmen.
Reichel scheiterte bei der Bundestagswahl 2009 am 27. September im Bundestagswahlkreis Burgenland – Saalekreis (Wahlkreis 74) beim Kampf um das Direktmandat mit 18,9 % der Erststimmen und schied aus dem Bundestag aus.
Maik Reichel gehört seit dem 1. Juli 2019 wieder dem Kreistag Burgenlandkreis an. Seit 1. Juli 2019 ist er zudem Mitglied des Stadtrates von Weißenfels und Vorsitzender der SPD-Fraktion.

## Öffentliche Ämter
In der Zeit von 2001 bis 17. Januar 2011 war Reichel ehrenamtlicher Bürgermeister der Stadt Lützen. Von Februar 2010 bis Mai 2013 war er zudem Vorsitzender der SPD-Behindertenverband-Kreistagsfraktion im Burgenlandkreis. Von April 2012 bis April 2013 war Reichel Mitglied im Vorstand des Museumsverbandes des Landes Sachsen-Anhalt.